# Amphoe Huai Khot
Amphoe Huai Khot (thailändisch อำเภอ ห้วยคด) ist ein Landkreis (Amphoe – Verwaltungs-Distrikt) im zentralen Teil der Provinz Uthai Thani. Die Provinz Uthai Thani liegt in der Nordregion von Thailand.

## Geographie
Benachbarte Landkreise (von Süden im Uhrzeigersinn): die Amphoe Ban Rai, Lan Sak und Nong Chang der Provinz Uthai Thani.

## Geschichte
Huai Khot wurde am 1. August 1984 als Unterbezirk (King Amphoe) gegründet, bestehend aus den drei Tambon Huai Khot, Suk Ruethai und Thong Lang, die vom Kreis Ban Rai abgespalten wurden. Am 3. November 1993 erhielt der Unterbezirk den vollen Amphoe-Status.

## Verwaltung
Provinzverwaltung
Der Kreis ist in drei Kommunen (Tambon) eingeteilt, welche sich weiter in 31 Dörfer (Muban) unterteilen.
| Nr. | Name        | Thai    | Muban | Einw. |
| --- | ----------- | ------- | ----- | ----- |
| 1.  | Suk Ruethai | สุขฤทัย   | 13    | 6.384 |
| 2.  | Thong Lang  | ทองหลาง | 08    | 7.473 |
| 3.  | Huai Khot   | ห้วยคต   | 10    | 6.248 |

Lokalverwaltung
Jeder der drei Tambon wird von einer „Tambon-Verwaltungsorganisation“ (องค์การบริหารส่วนตำบล – Tambon Administrative Organization, TAO) verwaltet.